# 小利兰·斯坦福
小利兰·斯坦福（英語：Leland Stanford Jr.，1868年5月14日—1884年3月13日），9岁前名为利兰·德维特·斯坦福（Leland DeWitt Stanford），是美国斯坦福大学创立人利兰·斯坦福和其妻子简·斯坦福的独子，也是该校名称的来源（斯坦福大学的全称即为小利兰·斯坦福大学）。

## 生平
利兰·德维特·斯坦福是在父亲利兰·斯坦福担任联邦参议员时诞生的。其出生时母亲已经39岁，与老斯坦福结婚已有18年。小利兰·斯坦福于15周岁时随父母赴欧壮游，在希腊雅典期间伤寒发作，父母将其送至意大利治疗，先后前往那不勒斯和罗马，最终病死于佛罗伦萨。

## 为斯坦福大学命名
小利兰·斯坦福死后，老斯坦福夫妇认为“全加州的孩子都是我们的孩子”，在返回美国后，斥巨资兴建一座大学，并以小利兰的名字命名。斯坦福大学于1891年起对外办学。斯坦福夫妇把小利兰葬在校内的斯坦福之墓。他们分别于1893年6月21日和1905年2月28日辞世，也被葬在此处。